# Alacantí
Alacantí hay l'Alacantí là một comarca trong Cộng đồng Valencian, Tây Ban Nha. Giáp với các comarques: Marina Baixa và Alcoià ở phía bắc và Baix Vinalopó ở phía nam.